# Die Sprache Spricht - Das Ding Dingt
|  | Denne artikel er oprettet af botten PalnaBot ud fra en ekstern database. Den kan derfor have sproglige fejl eller mangler. Denne skabelon kan fjernes efter kontrol af indholdet. |

Die Sprache Spricht - Das Ding Dingt er en dokumentarfilm instrueret af Prami Larsen, Torben Skjødt Jensen efter manuskript af Prami Larsen, Torben Skjødt Jensen.

## Handling
'Sproget taler - tingen tinger', Martin Heidegger frit oversat. Tingene tinger på videovandringen gennem MUSEUM EUROPA - en udstilling om udstillingen. Vi vandrer gennem de epokegørende skift i udstillingsprincipperne fra de første samlinger i renæssancen til begyndelsen af dette århundrede. Den europæiske tankegang taler gennem citater fra samme tidsrum.